# Beares
Beares es una localidad española, hoy día deshabitada, del municipio de Camaleño, perteneciente a la comunidad autónoma de Cantabria. 

## Geografía
La localidad está ubicada a 370 m s. n. m., en la margen izquierda del río Deva, y a 3 kilómetros de la capital municipal, Camaleño. 

## Historia
Formó parte del antiguo concejo de Valdebaró. Hacia mediados del siglo XIX, el lugar era referido como una aldea ya por entonces perteneciente al municipio de Camaleño. Aparece descrito en el cuarto volumen del Diccionario geográfico-estadístico-histórico de España y sus posesiones de Ultramar de Pascual Madoz con las siguientes palabras:

BEARES: ald. en la prov. de Santander, part. jud. de Potes: es una de las que componen el l. de Baró. (V.)
(Madoz, 1846, p. 95)

En 2023, la entidad singular de población de Beares tenía empadronados 0 habitantes.

## Patrimonio
Existe una ermita dedicada a Santa Marina.